# Гари Вайнерчук
Гари Вайнерчук (на руски: Геннадий Вайнерчук) е американски предприемач, четири пъти най-продаван автор за New York Times, говорител и влиятелна личност в интернет.
Първоначално придобива популярност като сомелиер, който развива успешно бизнеса на родителите си. Вайнерчук е най-добре познат от дигиталния маркетинг и като пионер в социалните медии, стоящ начело на VaynerMedia и VaynerX.

## Ранен живот
Вайнерчук е роден на 14 ноември 1975 г. в Бобруйск, Беларус. Той имигрира в САЩ през 1978 г. Гари и осемчленното му семейство първоначално живеят в студио в Queens, Ню Йорк. След Queens, Гари и семейството му се местят в Edison, New Jersey, където Вайнерчук управлява франчайзинг лимонада и печели хиляди долари. На 14 години се присъединява към семейния бизнес на родителите си.

## Кариера

### Сомелиерство
След завършване на колежа през 1999 г., Гари встъпва малко по малко в контрола на магазина за вина на баща си, намиращ се в Спрингфилд, Ню Джърси. Вайнерчук преименува магазина на винна библиотека, започва с онлайн продажби и през 2006 г. стартира собствена телевизия запълнена изцяло с предавания за различни вина.
С комбинация от интернет реклама, email маркетинг и оценяване, приходите нарастват от 3 милиона на 60 милиона долара за 2005 г. През август 2011 г. Гари анонсира, че преминава към друга стъпка в кариерата – разрастването на VaynerMedia, дигитална рекламна агенция, която той открива заедно с брат си през 2009 г.

### VaynerMedia
През 2009 г. Гари и брат му Ей Джей Вайнерчук създават VaynerMedia, която е социално-дигитална рекламна агенция фокусирана върху медиите. Компанията предлага както в социалните медии, така и в телевизионните, стратегически услуги и работят с големи компании като с Дженерал Илектрик, Anheuser-Busch, Mondelez and PepsiCo.

### Галерията
През 2017 Гари Вайнерчук основава нова компания, която е сестринска на VaynerMedia. Отразена е от Уолстрийт джърнъл и се казва „Галерията“.

## Инвестиции
Вайнерчук прави многобройни лични инвестиции като „ангелски инвеститор“ включително дамското издателство, PureWow през 2017 г. Инвестирал е също и в Facebook, Twitter, Venmo и дузина други компании. Създава Brave Ventures и Vayner Sports. Компании допринесли за изкачването на Гари в класацията на заможните американци. През 2017 г. предприемаческо списание заявява, че имуществото на Гари Вайнерчук се равнява на 160 милиона долара.

### VaynerRSE
След появата си в Tumblr и Buddy Media, Вайнерчук стартира VaynerRSE, инвестирайки фонд от 25 милиона долара. Фонда се използва за спонсорирането на различни кампании и консуматорски технологии.

## Медия

### Planet of the apps
През февруари 2017 г. Епъл и Propagate анонсират издаването на документален филм с участието на Гари Вайнерчук, will.i.am. и Гуинет Полтроу.

### DailyVee
DailyVee е всекидневен видео-документален сериал в Ютюб, който проследява живота на Гари Вайнерчук като бизнесмен. Стартира през 2015 г. и през целия период Гари снима видеа на живо, интервюира други личности и снима стратегическите сесии и инвеститорските срещи в VaynerMedia. В DailyVee Вайнерчук показва на потребителите как правилно да използват социалните медии, и по-специално Snapchat.

## Авторство

### Crush it!
През март 2009 г. Вайнерчук подписва сделка за 10 книги с Харпър Студио за повече от 1 000 000 долара и е публикувал първата книга „Разбий го!Защо сега е времето да инвестираш в своята страст“ през октомври 2009. През първите седмици от публикуването на книгата е стигнал първо място в бестселърите на Амазон за Уеб маркетингови книги. Също е стигнал до второ място в класацията на Ню Йорк Таймс за най-продавани автори, както и в класацията на Wall street journal. Книгата „разбий го“ е представена в ReadWrite, CBS New и в „Психологията днес“. „Разбий го“ е сред първите книги представени в платформата Вук.

### Благодарната икономика
През 2011 втората книга на Вайнерчук „Благодарната икономика“ е стигнала второ място в класацията на Ню Йорк Таймс за бестселъри. Книгата изучава числата и факторите, които са нужни за поддържането на успешни отношения между бизнеса и клиентите.

### Jab, jab, jab, right-hook
През 2013 Вайнерчук публикува втората си книга „Как да разкажеш своята история в шумния социален свят“. Подчертавайки стратегиите, които са успели, както и тези, които са се провалили в социалните медии, третата книга на Вайнерчук показва маркетингови стратегии за социалните медии и тактики за бизнеса, които трябва да се избягват или прилагат. Книгата дебютира на първо място в класацията на Уол Стрийт за бизнес книги и е на четвърто място в Ню Йорк Таймс.

### Попитай Гари Вий: Стъпката на един предприемач в лидерството, социалните медии и самосъзнанието
През март 2016 Вайнерчук публикува четвъртата си книга с издателството Харпър Бизнес, което е част от Харпър Колинс. Базирана на серията клипове в Ютюб на Вайнерчук, озаглавени „Попитай Гари Вий“, книгата събира най-добрите въпроси и отговори от Ютюб шоуто си. Те включват самосъзнателност, родителство и предприемачество. Попитай Гари Вий е на четвърто място в класацията за най-продавани книги на New York Times. В края на юли – 2018 година, в България излиза първата преведена негова книга, която носи заглавието „Разбивай като предприемач“ на Издателство Лавици.